# Roggenbier

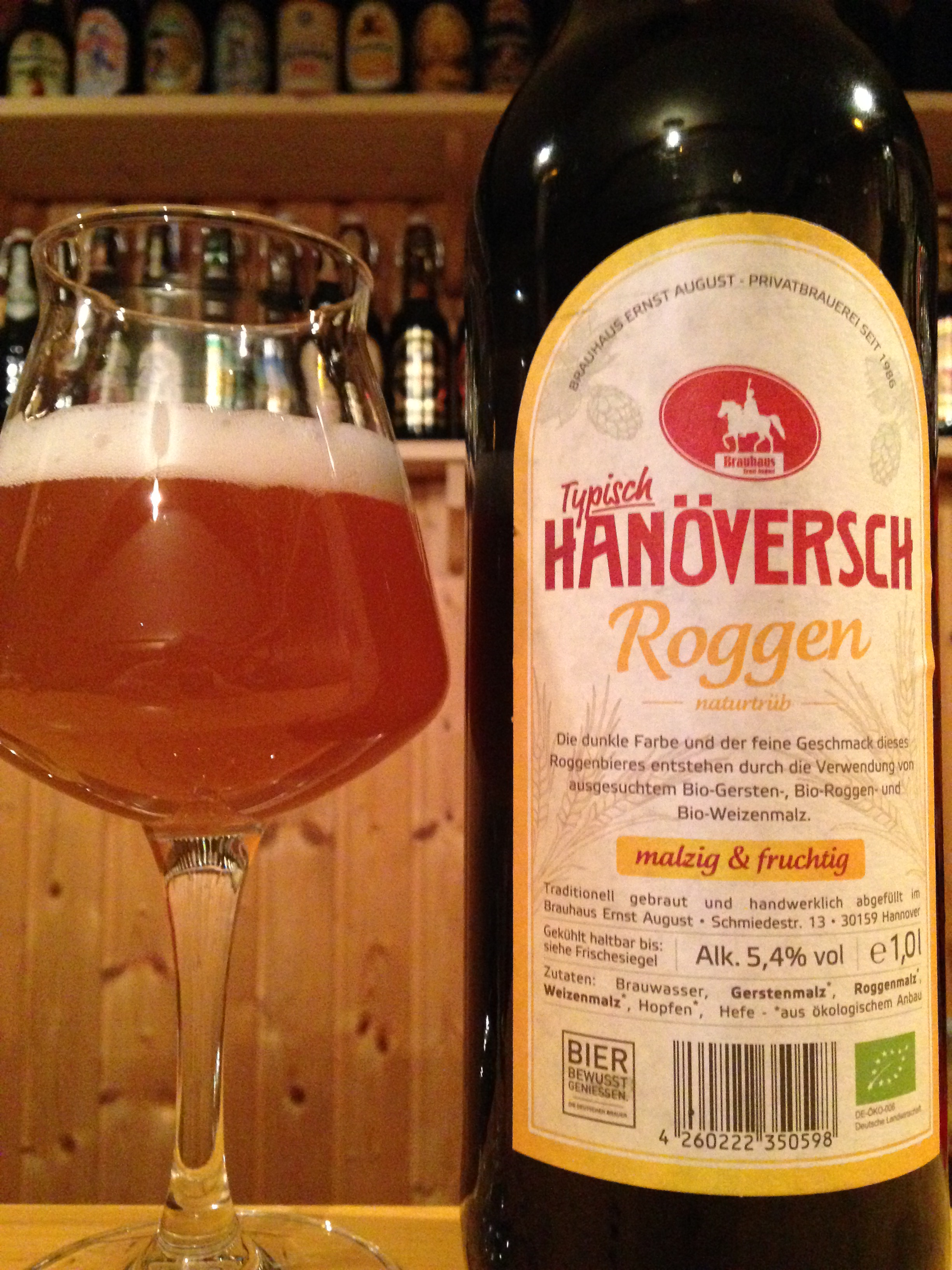

Roggenbier ist ein Bier, zu dessen Herstellung Roggenmalz und/oder Roggen aus Rohfrucht als Stärkelieferant für die alkoholische Gärung eingesetzt wird.
Bis zum 15. Jahrhundert soll Bier generell auch aus Roggenmalz gebraut worden sein. Eine eindeutige Beschränkung auf eine Region ist nicht eindeutig nachgewiesen.
Nach und nach wurde der Roggen als Stärkelieferant verdrängt. Stattdessen wurde die für das Backen eher ungeeignete Gerste zu speziellen Braugerstensorten weitergezüchtet.

## Herstellung und Brauvorgang
Roggenbier erfordert vom Brauer zur Erlangung besserer Wirtschaftlichkeit zusätzliche Arbeitsschritte, um der Maische die für die spätere Alkoholerzeugung erforderlichen Inhaltsstoffe abzugewinnen. Das Spektrum an erzeugbaren Biersorten entspricht im Wesentlichen den Gersten- oder Weizenbieren.
Der Brauvorgang eines Roggenbieres unterscheidet sich grundsätzlich nicht von Bieren mit Gersten- oder Weizenmalzschüttung. Unter Schüttung versteht der Brauer die für das spätere Bier zusammengestellten Malzarten. Es besteht – je nach vorliegender Brauanlage – die Wahl zwischen dem sogenannten Infusionsbrauverfahren und dem Zwei- oder Dreimaischverfahren.
Im Gegensatz zu Weizen oder Gerste ist der Anteil von Schleimstoffen (Pentosanen) beim Roggen mehr als doppelt so hoch. Beim Backen wird dieser Anteil zur Teigbildung benötigt, die Würzegewinnung während des Maischvorganges wird jedoch durch die starke Zunahme der Viskosität erheblich erschwert. Dem könnte grundsätzlich durch die Gabe von Xylanase entgegengetreten werden. Da dies mit den Vorschriften des Reinheitsgebotes nicht vereinbar ist, werden die im Korn vorhandenen Enzyme gezielt aktiviert. Der Aufschluss der Pentosane kann – ohne externe Beifügung dieser Enzyme – durch das Einhalten einer sogenannten Gummi- oder Pentosanrast auf dem Niveau der Einmaischtemperatur von etwa 35 °C erreicht werden. Je länger diese Rast eingehalten wird, desto vollständiger erfolgt der Abbau.
Die eigentliche Umsetzung von Stärke in die einzelnen Zuckerarten erfolgt dann bei schrittweisem Erhöhen und Rasten in vorher exakt festgelegten Temperaturstufen. Diese werden Maltoserast (ab 60 °C) und Verzuckerungsrast (ab 70 °C) genannt.
Der vorhin erwähnte erhöhte Anteil an Pentosanen im Roggenmalz erschwert zuletzt den Läutervorgang, d. h. das Abtrennen der Flüssigkeit mit den darin gelösten Extrakten (Würze) und dem Treber. Nach der Würzekochung und der gleichzeitigen Hopfung kann die Vergärung stattfinden.
Zuletzt sei noch angefügt, dass die Sudhausausbeute bei Roggenbierschüttungen oftmals weit unter dem zu erwartenden Wert von vergleichbaren Gersten- oder Weizenmalzschüttungen liegen kann. Dieser Tatsache ist es geschuldet, dass diese Biersorte eingeschränkt an wirtschaftlicher Bedeutung gewinnen wird.

## Eigenschaften und Geschmacksprofil

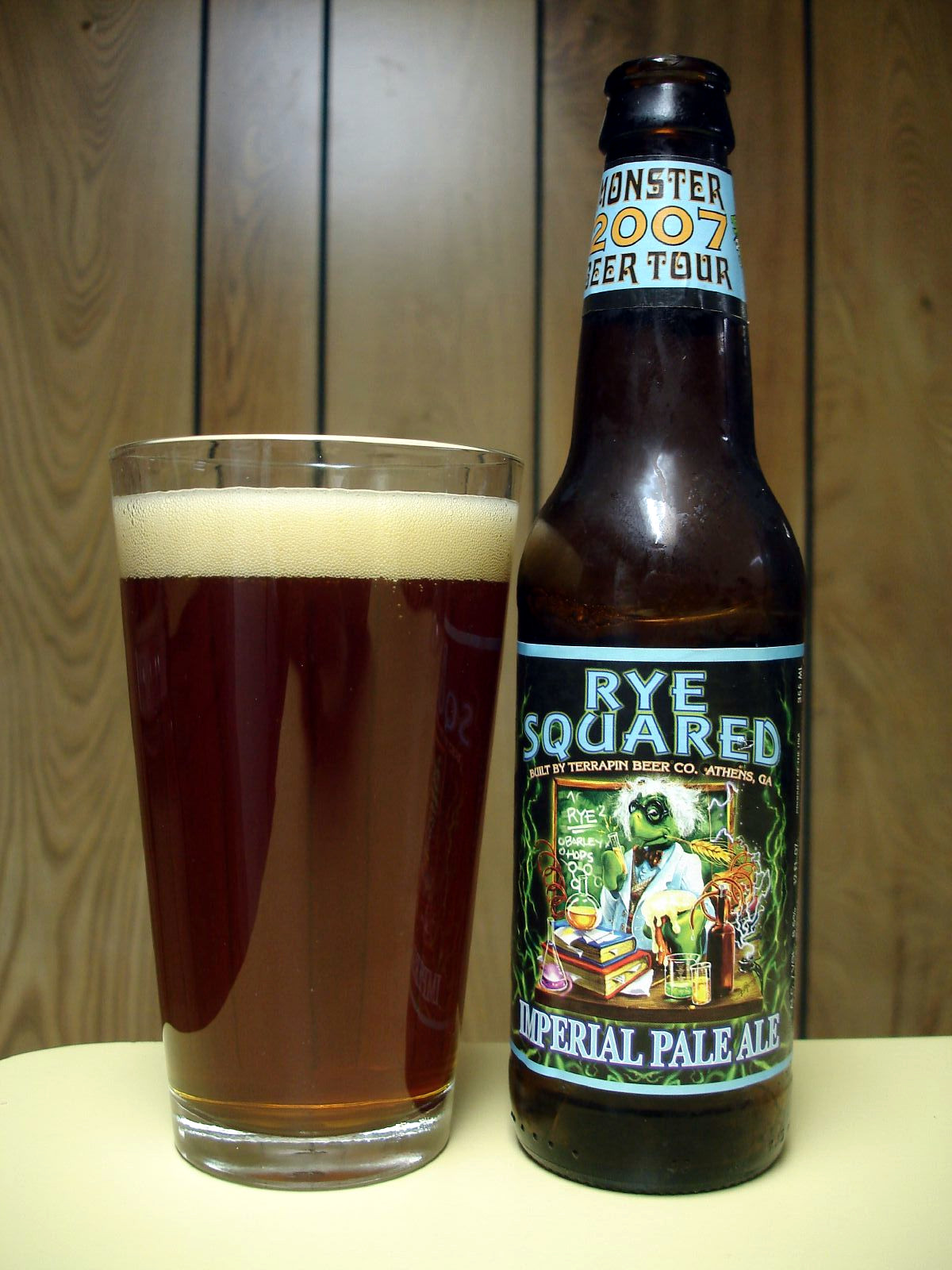
Glas und Flasche mit Roggenbier

Roggenbier lässt sich nur schwer mit herkömmlichen Bieren vergleichen, es ist üblicherweise dunkel und obergärig. Es wird in der Regel mit einer Weizenbier- oder Alehefe vergoren. Die Verwendung von Roggenmalz in untergärigem Bier ist durchaus möglich. Lediglich die Ausprägung von Frucht- oder Gewürzaromen verstärkt sich bei Verwendung von typischen Weißbierhefen. Aufgrund der speziellen Eigenschaften des Roggens ist das Bier trüb (oft trüber als Weizenbier) und verfügt über deutliche Fruchtnoten. Der Geschmack ist je nach Ausführung etwas säuerlicher oder brotiger als beim Weizenbier, er kann je nach Roggenanteil gar einen Anklang von Pumpernickelbrot haben. Der Schaum ist meist dunkler und grobporiger. Durch im Roggen enthaltene Fettsäuren kann die Schaumstabilität stark herabgesetzt werden. Die Farbe des Bieres ist nicht an hell oder dunkel gebunden. Die Ausprägung als dunkler Biertyp ist in der Regel den regional vorliegenden Wasserwerten (insbesondere der Karbonathärte) geschuldet. Da eine Roggenmalzschüttung im Vergleich zu anderen Biertypen grundsätzlich mehr Säure vorzuweisen hat, kann auch sehr hartes Wasser mit über 20° dH ohne vorherige Aufbereitung zur Bierherstellung verwendet werden. Durch die Gabe von dunkleren Malzen oder Karamellmalzen wird das brotige Roggenaroma gezielt angehoben. Der Geschmack eines traditionell hergestellten Roggenbieres kann mit malzaromatisch, süßlich und ölig im Antrunk beschrieben werden und bringt ein samtiges Mundgefühl mit sich.

## Vergleichbare oder ähnliche Getränke
Zu den Roggenbierarten gehört auch Pumpernickel-Porter. Im weitesten Sinne gehört der in slawischen Ländern getrunkene Kwas dazu, bei dem im Unterschied zum Roggenbier nicht Malz, sondern (Roggen-)Brot als Stärkequelle verwendet wird.